# Svjetsko prvenstvo u rukometu – Poljska i Švedska 2023.
28. Svjetsko prvenstvo u rukometu održalo se u Poljskoj i Švedskoj od 11. do 29. siječnja 2023. godine. 

## Domaćinstvo
Isprva su zanimanje za domaćinstvo ovog svjetskog prvenstva iskazali Mađarska, Švicarska, Slovačka, Poljska, Švedska, Francuska, Norveška i Južna Koreja. Svi zainteresirani morali su do 13. ožujka 2015. potvrditi, da se slažu s osnovnim uvjetima koje postavlja Međunarodni rukometni savez, dok se koncepte za događaje i ponude moralo podnijeti do 1. svibnja 2015. godine.
Do krajnjeg roka za službeno davanje ponuda koji je istekao 15. travnja 2015., samo su tri države predale dokumente s ponudom domaćinstva:
- Mađarska
- Poljska
- Švedska

21. travnja 2015. objavljeno je da su Poljska i Švedska izrazile namjeru zajednički organizirati prvenstvo, tako da su kandidati:
- Mađarska
- Poljska i Švedska

Na redovnom kongresu IHF-a koji se trebao održati od 4. do 7. lipnja 2015. u Budimpešti, IHF-ovo vijeće trebalo je donijeti odluku o domaćinstvu, no kongres je pomaknut na 6. studenoga 2015. godine. Izabrane su Poljska i Švedska. Ovo je bilo prvi put za Poljsku da je bila sudionica svjetskog prvenstva u rukometu kao domaćin.

## Borilišta
Športska borilišta gdje su se održavale utakmice bila su u devet novih gradskih paviljona u gradovima: Gdanjsk, Göteborg, Jönköping, Katowice, Krakov, Kristianstad, Malmö, Płock, i Stockholm. Utakmica otvaranja igrala se u Katowicama, a finale u Stockholmu.
- Gdanjsk – Ergo Arena
- Göteborg – Scandinavium
- Jönköping – Husqvarna Garden
- Katowice – Spodek
- Krakov – Tauron Arena
- Kristianstad – Kristianstad Arena
- Malmö – Malmö Arena
- Płock – Orlen Arena
- Stockholm – Tele2 Arena

## Kvalifikacijska natjecanja
| Natjecanje                                                | Nadnevci                               | Mjesta | Kvalificirali se                                  |
| --------------------------------------------------------- | -------------------------------------- | ------ | ------------------------------------------------- |
| domaćini                                                  | 6. studenoga 2015.                     | 2      | Poljska Švedska                                   |
| Svjetsko prvenstvo 2021.                                  | 14. – 31. siječnja 2021.               | 1      | Danska                                            |
| Europsko prvenstvo u rukometu – Mađarska i Slovačka 2022. | 13. siječnja – 30. siječnja 2021.      | 3      | Španjolska Francuska Norveška                     |
| Azijsko prvenstvo 2022.                                   | 18. siječnja – 31. siječnja 2022.      | 5      | Bahrein Iran Južna Koreja Katar Saudijska Arabija |
| Afričko prvenstvo 2022.                                   | 22. lipnja – 2. srpnja 2022.           | 5      |                                                   |
| Južno i Srednjoameričko prvenstvo 2022.                   | 25. – 29. siječnja 2022.               | 4      | Argentina Brazil Čile Urugvaj                     |
| Europske kvalifikacije                                    | 7. studenoga 2021. – 17. travnja 2022. | 9      | Belgija Hrvatska Njemačka                         |
| pozivnica                                                 | –                                      | 1+1    |                                                   |

### Kvalificirane momčadi
| Država                | Kvalificirala se kao                                          | Nadnevak kvalificirjana | Prijašnji nastupi |
| --------------------- | ------------------------------------------------------------- | ----------------------- | --- |
| Poljska               | sudomaćin                                                     | 6. studenoga 2015.      | 15 (1958., 1967., 1970., 1974., 1978., 1982., 1986., 1990., 2003., 2007., 2009., 2011., 2013., 2015., 2017., 2021.)                                                                        |
| Švedska               | sudomaćin                                                     | 6. studenoga 2015.      | 24 (1938., 1954., 1958., 1961., 1964., 1967., 1970., 1974., 1978,. 1982., 1986., 1990., 1993., 1995., 1997., 1999., 2001., 2003., 2005., 2009., 2011., 2015., 2017., 2019., 2021.)         |
| Danska                | svjetski prvak                                                | 31. siječnja 2021.      | 24 (1938., 1954., 1958., 1961., 1964., 1967., 1970., 1974., 1978., 1982., 1986., 1993., 1995., 1999., 2003., 2005., 2007., 2009., 2011., 2013., 2015., 2017., 2019., 2021.)                |
| Bahrein               | među prvih pet na azijskom prvenstvu 2022.                    | 24. siječnja 2022.      | 4 (2011., 2017., 2019., 2021.) |
| Iran                  | među prvih pet na azijskom prvenstvu 2022.                    | 24. siječnja 2022.      | 1 (2015.) |
| Katar                 | među prvih pet na azijskom prvenstvu 2022.                    | 24. siječnja 2022.      | 8 (2003., 2005., 2007., 2013., 2015., 2017., 2019., 2021.) |
| Španjolska            | prva tri na Europsko prvenstvo 2022.                          | 25. siječnja 2022.      | 21 (1958., 1974., 1978., 1982., 1986., 1990., 1993., 1995., 1997., 1999., 2001., 2003., 2005., 2007., 2009., 2011., 2013., 2015., 2017., 2019., 2021.)                                     |
| Saudijska Arabija     | azijsko prvenstvo 2022. polufinalst                           | 26. siječnja 2022.      | 9 (1997., 1999., 2001., 2003., 2009., 2013., 2015, 2017., 2019) |
| Argentina             | među prva četiri na Južnom i Srednjoameričkom prvenstvu 2022. | 26. siječnja 2022.      | 13 (1997., 1999., 2001., 2003., 2005., 2007., 2009., 2011., 2013., 2015., 2017., 2019., 2021.)                                                                                             |
| Urugvaj               | među prva četiri na Južnom i Srednjoameričkom prvenstvu 2022. | 26. siječnja 2022.      | 1 (2021.) |
| Francuska             | među prva tri za Europskom prvenstvu 2022.                    | 26. siječnja 2022.      | 23 (1954., 1958., 1961., 1964., 1967., 1970., 1978., 1990., 1993., 1995., 1997., 1999., 2001., 2003., 2005., 2007., 2009., 2011., 2013., 2015., 2017., 2019., 2021.)                       |
| Brazil                | među prva četiri na Južnom i Srednjoameričkom prvenstvu 2022. | 26. siječnja 2022.      | 15 (1958., 1995., 1997, 1999., 2001., 2003., 2005., 2007., 2009., 2011., 2013., 2015., 2017., 2019., 2021.)                                                                                |
| Čile                  | među prva četiri na Južnom i Srednjoameričkom prvenstvu 2022. | 26. siječnja 2022.      | 6 (2011., 2013., 2015., 2017., 2019., 2021.) |
| Norveška              | među prva tri za Europskom prvenstvu 2022.                    | 28. siječnja 2022.      | 16 (1958., 1961., 1964., 1967., 1970., 1993., 1997., 1999., 2001., 2005., 2007., 2009., 2011., 2017., 2019., 2021.)                                                                        |
| Južna Koreja          | među prva pet na Azijskom prvenstvu 2022.                     | 30. siječnja 2022.      | 13 (1986., 1990., 1993., 1995., 1997., 1999., 2001., 2007., 2009., 2011., 2013., 2019., 2021.)                                                                                             |
| Belgija               | europsko doigravanje                                          | 19. ožujka 2022.        | 0 (prvi nastup) |
| Mađarska              | europsko doigravanje                                          | 16. travnja 2022.       | 21 (1958., 1964., 1967., 1970., 1974., 1978., 1982., 1986., 1990., 1993., 1995., 1997., 1999., 2003., 2007., 2009., 2011., 2013., 2017., 2019., 2021.)                                     |
| Hrvatska              | europsko doigravanje                                          | 16. travnja 2022.       | 14 (1995., 1997., 1999., 2001., 2003., 2005., 2007., 2009., 2011., 2013., 2015., 2017., 2019., 2021.)                                                                                      |
| Island                | europsko doigravanje                                          | 16. travnja 2022.       | 21 (1958., 1961., 1964., 1970., 1974., 1978., 1986., 1990., 1993., 1995., 1997., 2001., 2003., 2005., 2007., 2011., 2013., 2015., 2017., 2019., 2021.)                                     |
| Srbija                | europsko doigravanje                                          | 16. travnja 2022.       | 4 ( 2009., 2011., 2013., 2019.) |
| Njemačka              | europsko doigravanje                                          | 16. travnja 2022.       | 26 (1938., 1954., 1958., 1961., 1964., 1967., 1970., 1974., 1978., 1982., 1986., 19907., 1993., 1995., 1999., 2001., 2003., 2005., 2007., 2009., 2011., 2013., 2015., 2017., 2019., 2021.) |
| Portugal              | europsko doigravanje                                          | 17. travnja 2022.       | 4 (1997., 2001., 2003., 2021.) |
| Crna Gora             | europsko doigravanje                                          | 17. travnja 2022.       | 1 (2013.) |
| Sjeverna Makedonija   | europsko doigravanje                                          | 17. travnja 2022.       | 7 (1999., 2009., 2013., 2015., 2017., 2019., 2021.) |
| Nizozemska            | pozivnica                                                     | 28. lipnja 2022.        | 1 (1961.) |
| Slovenija             | pozivnica                                                     | 28. lipnja 2022.        | 9 (1995., 2001., 2003., 2005., 2007., 2013., 2015., 2017., 2021.) |
| SAD                   | prvo mjesto na Prvenstvu Sjeverne Amerike i Kariba 2022.      | 30. lipnja 2022.        | 6 (1964., 1970., 1974., 1993., 1995., 2001.) |
| Maroko                | među prvih pet na Afričkom prvenstvu 2022.                    | 15. srpnja 2022.        | 7 (1995., 1997., 1999., 2001., 2003., 2007., 2021.) |
| Tunis                 | među prvih pet na Afričkom prvenstvu 2022.                    | 15. srpnja 2022.        | 15 (1967., 1995., 1997., 1999., 2001., 2003., 2005., 2007., 2009., 2011., 2013., 2015., 2017., 2019., 2021)                                                                                |
| Zelenortska Republika | među prvih pet na Afričkom prvenstvu 2022.                    | 15. srpnja 2022.        | 1 (2021.) |
| Egipat                | među prvih pet na Afričkom prvenstvu 2022.                    | 15. srpnja 2022.        | 16 (1964., 1993., 1995., 1997., 1999., 2001., 2003., 2005., 2007., 2009., 2011., 2013., 2015., 2017., 2019., 2021.)                                                                        |
| Alžir                 | među prvih pet na Afričkom prvenstvu 2022.                    | 18. srpnja 2022.        | 15 (1974., 1982., 1986., 1990., 1995., 1997., 1999., 2001., 2003., 2005., 2009., 2011., 2013., 2015., 2021.)                                                                               |

## Izvlačenje
Ždrijeb je održan 2. srpnja 2022. u Simfonijskom orkestru Poljskog narodnog radija u Katowicu.

### Jakosne skupine
| Zdjela 1                                                            | Zdjela 2                                                                     | Zdjela 3                                                                              | Zdjela 4                                                       |
| ------------------------------------------------------------------- | ---------------------------------------------------------------------------- | ------------------------------------------------------------------------------------- | -------------------------------------------------------------- |
| Danska Švedska Španjolska Francuska Norveška Island Njemačka Egipat | Katar Hrvatska Belgija Brazil Portugal Poljska Crna Gora Sjeverna Makedonija | Srbija Mađarska Argentina Bahrein Saudijska Arabija Zelenortska Republika Čile Maroko | Urugvaj Tunis Alžir Iran Južna Koreja SAD Nizozemska Slovenija |

## Skupine

### Skupina A
| #  | Momčad     | U | P | N | I | G+ | G– | G+/– | Bod. | Nastavak natjecanja         |
| -- | ---------- | - | - | - | - | -- | -- | ---- | ---- | --------------------------- |
| 1. | Španjolska | 3 | 3 | 0 | 0 | 99 | 73 | +26  | 6    | Drugi Krug Skupina I        |
| 2. | Crna Gora  | 3 | 2 | 0 | 1 | 94 | 94 | 0    | 4    | Drugi Krug Skupina I        |
| 3. | Iran       | 3 | 1 | 0 | 2 | 78 | 93 | –15  | 2    | Drugi Krug Skupina I        |
| 4. | Čile       | 3 | 0 | 0 | 3 | 83 | 94 | –11  | 0    | Predsjednički kup Skupina I |

Izvor: International Handball Federation
| 12. siječnja 2023. 18:00 | Čile             | 24:25     | Iran     | Tauron Arena Kraków, Krakov Gledatelji: 1007 Suci: A. Konjičanin, D. Konjičanin |
| 12. siječnja 2023. 18:00 | Er. Feuchtmann 6 | (11:13)   | Oraei 7  | Tauron Arena Kraków, Krakov Gledatelji: 1007 Suci: A. Konjičanin, D. Konjičanin |
| 12. siječnja 2023. 18:00 | 2×               | Izvještaj | 8× 2× 1× | Tauron Arena Kraków, Krakov Gledatelji: 1007 Suci: A. Konjičanin, D. Konjičanin |

| 12. siječnja 2023. 20:30 | Španjolska | 30:25     | Crna Gora  | Tauron Arena Kraków, Krakov Gledatelji: 1808 Suci: Brunner, Salah |
| 12. siječnja 2023. 20:30 | Odriozola  | (15:12)   | B. Vujović | Tauron Arena Kraków, Krakov Gledatelji: 1808 Suci: Brunner, Salah |
| 12. siječnja 2023. 20:30 | 4×         | Izvještaj | 6×         | Tauron Arena Kraków, Krakov Gledatelji: 1808 Suci: Brunner, Salah |

| 14. siječnja 2023. 18:00 | Crna Gora  | 34:31     | Iran             | Tauron Arena Kraków, Krakov Gledatelji: 2600 Suci: Fonseca, Santos |
| 14. siječnja 2023. 18:00 | Vujović 10 | (19:16)   | Oraei, Sadeghi 7 | Tauron Arena Kraków, Krakov Gledatelji: 2600 Suci: Fonseca, Santos |
| 14. siječnja 2023. 18:00 | 2×         | Izvještaj | 4× 1×            | Tauron Arena Kraków, Krakov Gledatelji: 2600 Suci: Fonseca, Santos |

| 14. siječnja 2023. 20:30 | Španjolska   | 34:26     | Čile         | Tauron Arena Kraków, Krakov Gledatelji: 3150 Suci: Emam, Hedaia |
| 14. siječnja 2023. 20:30 | Dujšebajev 6 | (18:15)   | Feuchtmann 8 | Tauron Arena Kraków, Krakov Gledatelji: 3150 Suci: Emam, Hedaia |
| 14. siječnja 2023. 20:30 | 3×           | Izvještaj | 4× 3×        | Tauron Arena Kraków, Krakov Gledatelji: 3150 Suci: Emam, Hedaia |

| 16. siječnja 2023. 18:00 | Crna Gora     | 35:33     | Čile         | Tauron Arena Kraków, Krakov Gledatelji: 1100 Suci: Özdeniz, Erdoğan |
| 16. siječnja 2023. 18:00 | M. Vujović 12 | (20:18)   | Feuchtmann 9 | Tauron Arena Kraków, Krakov Gledatelji: 1100 Suci: Özdeniz, Erdoğan |
| 16. siječnja 2023. 18:00 | 6× 2× 1×      | Izvještaj | 1×           | Tauron Arena Kraków, Krakov Gledatelji: 1100 Suci: Özdeniz, Erdoğan |

| 16. siječnja 2023. 20:30 | Iran            | 22:35     | Španjolska         | Tauron Arena Kraków, Krakov Gledatelji: 1403 Suci: Koo, Lee |
| 16. siječnja 2023. 20:30 | četiri igrača 4 | (11:21)   | Dujšebajev, Solé 6 | Tauron Arena Kraków, Krakov Gledatelji: 1403 Suci: Koo, Lee |
| 16. siječnja 2023. 20:30 | 4× 1×           | Izvještaj | 2×                 | Tauron Arena Kraków, Krakov Gledatelji: 1403 Suci: Koo, Lee |

### Skupina B
| #  | Momčad            | U | P | N | I | G+  | G–  | G+/– | Bod. | Nastavak natjecanja         |
| -- | ----------------- | - | - | - | - | --- | --- | ---- | ---- | --------------------------- |
| 1. | Francuska         | 3 | 3 | 0 | 0 | 102 | 78  | +24  | 6    | Drugi Krug Skupina I        |
| 2. | Slovenija         | 3 | 2 | 0 | 1 | 96  | 77  | +19  | 4    | Drugi Krug Skupina I        |
| 3. | Poljska           | 3 | 1 | 0 | 2 | 74  | 82  | −8   | 2    | Drugi Krug Skupina I        |
| 4. | Saudijska Arabija | 3 | 0 | 0 | 3 | 66  | 101 | −35  | 0    | Predsjednički kup Skupina I |

Izvor: International Handball Federation
| 11. siječnja 2023. 21:00 | Francuska | 26:24     | Poljska | Spodek, Katowice Gledatelji: 9999 Suci: Kurtagic, Wetterwik |
| 11. siječnja 2023. 21:00 | Mahé 5    | (14:13)   | SIćko 7 | Spodek, Katowice Gledatelji: 9999 Suci: Kurtagic, Wetterwik |
| 11. siječnja 2023. 21:00 | 4× 1×     | Izvještaj | 2× 1×   | Spodek, Katowice Gledatelji: 9999 Suci: Kurtagic, Wetterwik |

| 12. siječnja 2023. 18:00 | Saudijska Arabija | 19:33     | Slovenija | Spodek, Katowice Gledatelji: 1371 Suci: Erdoğan, Özdeniz |
| 12. siječnja 2023. 18:00 | Al-Muwallad 4     | (8:16)    | Janc 6    | Spodek, Katowice Gledatelji: 1371 Suci: Erdoğan, Özdeniz |
| 12. siječnja 2023. 18:00 | 4× 1×             | Izvještaj | 4×        | Spodek, Katowice Gledatelji: 1371 Suci: Erdoğan, Özdeniz |

| 14. siječnja 2023. 18:00 | Francuska | 41:23     | Saudijska Arabija    | Spodek, Katowice Gledatelji: 6200 Suci: Koo, Lee |
| 14. siječnja 2023. 18:00 | Lenne 8   | (24:14)   | Al-Abbas, Al-Salem 5 | Spodek, Katowice Gledatelji: 6200 Suci: Koo, Lee |
| 14. siječnja 2023. 18:00 | 1×        | Izvještaj | 3× 1×                | Spodek, Katowice Gledatelji: 6200 Suci: Koo, Lee |

| 14. siječnja 2023. 20:30 | Poljska  | 23:32     | Slovenija | Spodek, Katowice Gledatelji: 9999 Suci: Horáček, Novotný |
| 14. siječnja 2023. 20:30 | Moryto 6 | (11:17)   | Dolenec 7 | Spodek, Katowice Gledatelji: 9999 Suci: Horáček, Novotný |
| 14. siječnja 2023. 20:30 | 5×       | Izvještaj | 6×        | Spodek, Katowice Gledatelji: 9999 Suci: Horáček, Novotný |

| 16. siječnja 2023. 18:00 | Slovenija | 31:35     | Francuska      | Spodek, Katowice Gledatelji: 6400 Suci: Brunner, Salah |
| 16. siječnja 2023. 18:00 | Vlah 9    | (14:16)   | Mahé, Remili 7 | Spodek, Katowice Gledatelji: 6400 Suci: Brunner, Salah |
| 16. siječnja 2023. 18:00 | 3× 1×     | Izvještaj | 6×             | Spodek, Katowice Gledatelji: 6400 Suci: Brunner, Salah |

| 16. siječnja 2023. 20:30 | Poljska  | 27:24     | Saudijska Arabija | Spodek, Katowice Gledatelji: 9999 Suci: Santos, Fonseca |
| 16. siječnja 2023. 20:30 | Moryto 9 | (13:12)   | Al-Abbas 5        | Spodek, Katowice Gledatelji: 9999 Suci: Santos, Fonseca |
| 16. siječnja 2023. 20:30 | 7×       | Izvještaj | 1×                | Spodek, Katowice Gledatelji: 9999 Suci: Santos, Fonseca |

### Skupina C
| #  | Momčad                | U | P | N | I | G+  | G–  | G+/– | Bod. | Nastavak natjecanja         |
| -- | --------------------- | - | - | - | - | --- | --- | ---- | ---- | --------------------------- |
| 1. | Švedska               | 3 | 3 | 0 | 0 | 107 | 57  | +50  | 6    | Drugi krug Skupina II       |
| 2. | Brazil                | 3 | 2 | 0 | 1 | 83  | 78  | +5   | 4    | Drugi krug Skupina II       |
| 3. | Zelenortska Republika | 3 | 1 | 0 | 2 | 88  | 89  | –1   | 2    | Drugi krug Skupina II       |
| 4. | Urugvaj               | 3 | 0 | 0 | 3 | 61  | 115 | –54  | 0    | Predsjednički kup Skupina I |

Izvor: International Handball Federation
| 12. siječnja 2023. 18:00 | Zelenortska Republika | 33:25     | Urugvaj           | Scandinavium, Göteborg Gledatelji: 6312 Suci: Merz, Kuttler |
| 12. siječnja 2023. 18:00 | Furtado 6             | (17-11)   | Rostagno, Rubbo 5 | Scandinavium, Göteborg Gledatelji: 6312 Suci: Merz, Kuttler |
| 12. siječnja 2023. 18:00 | 2×                    | Izvještaj | 1×                | Scandinavium, Göteborg Gledatelji: 6312 Suci: Merz, Kuttler |

| 12. siječnja 2023. 20:30 | Švedska        | 26:18     | Brazil      | Scandinavium, Göteborg Gledatelji: 11.627 Suci: Lah, Sok |
| 12. siječnja 2023. 20:30 | Gottfridsson 6 | (11:9)    | Rodrigues 4 | Scandinavium, Göteborg Gledatelji: 11.627 Suci: Lah, Sok |
| 12. siječnja 2023. 20:30 | 3×             | Izvještaj | 4× 2×       | Scandinavium, Göteborg Gledatelji: 11.627 Suci: Lah, Sok |

| 14. siječnja 2023. 18:00 | Brazil      | 35:24     | Urugvaj   | Scandinavium, Göteborg Gledatelji: 7697 Suci: Sekulić, Jovandić |
| 14. siječnja 2023. 18:00 | Hackbarth 7 | (19:10)   | Capello 5 | Scandinavium, Göteborg Gledatelji: 7697 Suci: Sekulić, Jovandić |
| 14. siječnja 2023. 18:00 | 4× 1×       | Izvještaj | 1×        | Scandinavium, Göteborg Gledatelji: 7697 Suci: Sekulić, Jovandić |

| 14. siječnja 2023. 20:30 | Švedska                | 34:27     | Zelenortska Republika | Scandinavium, Göteborg Gledatelji: 11.750 Suci: K. Gasmi, R. Gasmi |
| 14. siječnja 2023. 20:30 | D. Pettersson, Wanne 5 | (19:8)    | F. Landim, Moreno 6   | Scandinavium, Göteborg Gledatelji: 11.750 Suci: K. Gasmi, R. Gasmi |
| 14. siječnja 2023. 20:30 | 1×                     | Izvještaj | 5×                    | Scandinavium, Göteborg Gledatelji: 11.750 Suci: K. Gasmi, R. Gasmi |

| 16. siječnja 2023. 18:00 | Brazil   | 30:28     | Zelenortska Republika | Scandinavium, Göteborg Gledatelji: 5191 Suci: Kleven, Jørum |
| 16. siječnja 2023. 18:00 | Dupoux 7 | (17:15)   | Moreno 7              | Scandinavium, Göteborg Gledatelji: 5191 Suci: Kleven, Jørum |
| 16. siječnja 2023. 18:00 | 2×       | Izvještaj | 4×                    | Scandinavium, Göteborg Gledatelji: 5191 Suci: Kleven, Jørum |

| 16. siječnja 2023. 20:30 | Urugvaj     | 12:47     | Švedska      | Scandinavium, Göteborg Gledatelji: 9051 Suci: Belkhiri, Hamidi |
| 16. siječnja 2023. 20:30 | De Agrela 5 | (8:25)    | Johansson 11 | Scandinavium, Göteborg Gledatelji: 9051 Suci: Belkhiri, Hamidi |
| 16. siječnja 2023. 20:30 | 3×          | Izvještaj | 3×           | Scandinavium, Göteborg Gledatelji: 9051 Suci: Belkhiri, Hamidi |

### Skupina D
| #  | Momčad       | U | P | N | I | G+ | G–  | G+/– | Bod. | Nastavak natjecanja         |
| -- | ------------ | - | - | - | - | -- | --- | ---- | ---- | --------------------------- |
| 1. | Portugal     | 3 | 2 | 0 | 1 | 85 | 74  | +11  | 4    | Drugi krug Skupina II       |
| 2. | Island       | 3 | 2 | 0 | 1 | 96 | 81  | +15  | 4    | Drugi krug Skupina II       |
| 3. | Mađarska     | 3 | 2 | 0 | 1 | 85 | 82  | +3   | 4    | Drugi krug Skupina II       |
| 4. | Južna Koreja | 3 | 0 | 0 | 3 | 76 | 105 | −29  | 0    | Predsjednički kup Skupina I |

Izvor: International Handball Federation
| 12. siječnja 2023. 18:00 | Mađarska | 35:27     | Južna Koreja | Kristianstad Arena, Kristianstad Gledatelji: 2738 Suci: Belkhiri, Hamidi |
| 12. siječnja 2023. 18:00 | Lékai 7  | (21:11)   | tri igraća 5 | Kristianstad Arena, Kristianstad Gledatelji: 2738 Suci: Belkhiri, Hamidi |
| 12. siječnja 2023. 18:00 | 8× 1×    | Izvještaj | 3× 2×        | Kristianstad Arena, Kristianstad Gledatelji: 2738 Suci: Belkhiri, Hamidi |

| 12. siječnja 2023. 20:30 | Island    | 30:26     | Portugal  | Kristianstad Arena, Kristianstad Gledatelji: 2738 Suci: Schulze, Tönnies |
| 12. siječnja 2023. 20:30 | Elísson 9 | (15:15)   | Portela 8 | Kristianstad Arena, Kristianstad Gledatelji: 2738 Suci: Schulze, Tönnies |
| 12. siječnja 2023. 20:30 | 3× 1×     | Izvještaj | 5× 1×     | Kristianstad Arena, Kristianstad Gledatelji: 2738 Suci: Schulze, Tönnies |

| 14. siječnja 2023. 18:00 | Portugal | 32:24     | Južna Koreja | Kristianstad Arena, Kristianstad Gledatelji: 4615 Suci: Pavićević, Ražnatović |
| 14. siječnja 2023. 18:00 | Gomes 7  | (15:12)   | Lee H. 4     | Kristianstad Arena, Kristianstad Gledatelji: 4615 Suci: Pavićević, Ražnatović |
| 14. siječnja 2023. 18:00 | 5×       | Izvještaj | 3×           | Kristianstad Arena, Kristianstad Gledatelji: 4615 Suci: Pavićević, Ražnatović |

| 14. siječnja 2023. 20:30 | Island    | 28:30     | Mađarska | Kristianstad Arena, Kristianstad Gledatelji: 4615 Suci: C. Bonaventura, J. Bonaventura |
| 14. siječnja 2023. 20:30 | Elísson 9 | (17:12)   | Ancsin 6 | Kristianstad Arena, Kristianstad Gledatelji: 4615 Suci: C. Bonaventura, J. Bonaventura |
| 14. siječnja 2023. 20:30 | 3×        | Izvještaj | 5× 1×    | Kristianstad Arena, Kristianstad Gledatelji: 4615 Suci: C. Bonaventura, J. Bonaventura |

| 16. siječnja 2023. 18:00 | Južna Koreja   | 25:38     | Island         | Kristianstad Arena, Kristianstad Gledatelji: 3608 Suci: Merz, Kuttler |
| 16. siječnja 2023. 18:00 | Kang, Kim Y. 4 | (13:19)   | Ríkharðsson 11 | Kristianstad Arena, Kristianstad Gledatelji: 3608 Suci: Merz, Kuttler |
| 16. siječnja 2023. 18:00 | 4×             | Izvještaj | 4× 1×          | Kristianstad Arena, Kristianstad Gledatelji: 3608 Suci: Merz, Kuttler |

| 16. siječnja 2023. 20:30 | Portugal   | 27:20     | Mađarska | Kristianstad Arena, Kristianstad Gledatelji: 3608 Suci: Načevski, Nikolov |
| 16. siječnja 2023. 20:30 | F. Costa 6 | (16:9)    | Bodó 5   | Kristianstad Arena, Kristianstad Gledatelji: 3608 Suci: Načevski, Nikolov |
| 16. siječnja 2023. 20:30 | 2× 1×      | Izvještaj | 3× 1×    | Kristianstad Arena, Kristianstad Gledatelji: 3608 Suci: Načevski, Nikolov |

### Skupina E
| #  | Momčad   | U | P | N | I | G+  | G–  | G+/– | Bod. | Nastavak natjecanja          |
| -- | -------- | - | - | - | - | --- | --- | ---- | ---- | ---------------------------- |
| 1. | Njemačka | 3 | 3 | 0 | 0 | 102 | 81  | +21  | 6    | Drugi krug Skupina III       |
| 2. | Srbija   | 3 | 2 | 0 | 1 | 103 | 85  | +18  | 4    | Drugi krug Skupina III       |
| 3. | Katar    | 3 | 1 | 0 | 2 | 80  | 89  | −9   | 2    | Drugi krug Skupina III       |
| 4. | Alžir    | 3 | 0 | 0 | 3 | 72  | 102 | −30  | 0    | Predsjednički kup Skupina II |

Izvor: International Handball Federation
| 13. siječnja 2023. 18:00 | Njemačka | 31:27     | Katar    | Spodek, Katowice Gledatelji: 3500 Suci: Milošević, Gubica |
| 13. siječnja 2023. 18:00 | Knorr 8  | (18-23)   | Capote 5 | Spodek, Katowice Gledatelji: 3500 Suci: Milošević, Gubica |
| 13. siječnja 2023. 18:00 | 1×       | Izvještaj | 4× 1×    | Spodek, Katowice Gledatelji: 3500 Suci: Milošević, Gubica |

| 13. siječnja 2023. 20:30 | Srbija     | 36:27     | Alžir  | Spodek, Katowice Gledatelji: 3500 Suci: Gatelis, Mažeika |
| 13. siječnja 2023. 20:30 | Marsenić 9 | (16:13)   | Arib 5 | Spodek, Katowice Gledatelji: 3500 Suci: Gatelis, Mažeika |
| 13. siječnja 2023. 20:30 | 4×         | Izvještaj | 4× 1×  | Spodek, Katowice Gledatelji: 3500 Suci: Gatelis, Mažeika |

| 15. siječnja 2023. 18:00 | Njemačka  | 34:33     | Srbija  | Spodek, Katowice Gledatelji: 4600 Suci: Hansen, Madsen |
| 15. siječnja 2023. 18:00 | Mertens 7 | (19:17)   | Kukić 7 | Spodek, Katowice Gledatelji: 4600 Suci: Hansen, Madsen |
| 15. siječnja 2023. 18:00 | 5× 1×     | Izvještaj | 2× 1×   | Spodek, Katowice Gledatelji: 4600 Suci: Hansen, Madsen |

| 15. siječnja 2023. 20:30 | Katar             | 29:24     | Alžir         | Spodek, Katowice Gledatelji: 3200 Suci: Emam, Hedaia |
| 15. siječnja 2023. 20:30 | Gačević, Madadi 7 | (12:11)   | Abdi, Daoud 5 | Spodek, Katowice Gledatelji: 3200 Suci: Emam, Hedaia |
| 15. siječnja 2023. 20:30 | 4× 2×             | Izvještaj | 3×            | Spodek, Katowice Gledatelji: 3200 Suci: Emam, Hedaia |

| 17. siječnja 2023. 18:00 | Alžir  | 21:37     | Njemačka      | Spodek, Katowice Gledatelji: 2350 Suci: Kiss, Bíró |
| 17. siječnja 2023. 18:00 | Abdi 5 | (9:16)    | Kohlbacher 10 | Spodek, Katowice Gledatelji: 2350 Suci: Kiss, Bíró |
| 17. siječnja 2023. 18:00 | 2× 1×  | Izvještaj | 1×            | Spodek, Katowice Gledatelji: 2350 Suci: Kiss, Bíró |

| 17. siječnja 2023. 20:30 | Katar        | 24:34     | Srbija        | Spodek, Katowice Gledatelji: 1800 Suci: Horáček, Novotný |
| 17. siječnja 2023. 20:30 | tri igrača 5 | (14:17)   | Radivojević 7 | Spodek, Katowice Gledatelji: 1800 Suci: Horáček, Novotný |
| 17. siječnja 2023. 20:30 | 3×           | Izvještaj | 4× 2×         | Spodek, Katowice Gledatelji: 1800 Suci: Horáček, Novotný |

### Skupina F
| #  | Momčad              | U | P | N | I | G+ | G–  | G+/– | Bod. | Nastavak natjecanja          |
| -- | ------------------- | - | - | - | - | -- | --- | ---- | ---- | ---------------------------- |
| 1. | Norveška            | 3 | 3 | 0 | 0 | 98 | 74  | +24  | 6    | Drugi krug Skupina III       |
| 2. | Nizozemska          | 3 | 2 | 0 | 1 | 89 | 70  | +19  | 4    | Drugi krug Skupina III       |
| 3. | Argentina           | 3 | 1 | 0 | 2 | 75 | 87  | −12  | 2    | Drugi krug Skupina III       |
| 4. | Sjeverna Makedonija | 3 | 0 | 0 | 3 | 77 | 108 | −31  | 0    | Predsjednički kup Skupina II |

Izvor: International Handball Federation
| 13. siječnja 2023. 18:00 | Argentina         | 19:29     | Nizozemska | Tauron Arena Kraków, Krakov Gledatelji: 2418 Suci: Madsen, Hansen |
| 13. siječnja 2023. 18:00 | Parker, Simonet 5 | (11:14)   | Smits 7    | Tauron Arena Kraków, Krakov Gledatelji: 2418 Suci: Madsen, Hansen |
| 13. siječnja 2023. 18:00 | 3×                | Izvještaj | 3× 1×      | Tauron Arena Kraków, Krakov Gledatelji: 2418 Suci: Madsen, Hansen |

| 13. siječnja 2023. 20:30 | Norveška       | 39:27     | Sjeverna Makedonija | Tauron Arena Kraków, Krakov Gledatelji: 4048 Suci: Bíró, Kiss |
| 13. siječnja 2023. 20:30 | Rød, Sagosen 6 | (18-11)   | Taleski 7           | Tauron Arena Kraków, Krakov Gledatelji: 4048 Suci: Bíró, Kiss |
| 13. siječnja 2023. 20:30 | 2× 1×          | Izvještaj | 3× 1×               | Tauron Arena Kraków, Krakov Gledatelji: 4048 Suci: Bíró, Kiss |

| 15. siječnja 2023. 18:00 | Sjeverna Makedonija     | 24:34     | Nizozemska | Tauron Arena Kraków, Krakov Gledatelji: 3300 Suci: Kurtagic, Wetterwik |
| 15. siječnja 2023. 18:00 | Kuzmanovski, Peševski 4 | (11:18)   | Smits 10   | Tauron Arena Kraków, Krakov Gledatelji: 3300 Suci: Kurtagic, Wetterwik |
| 15. siječnja 2023. 18:00 | 2×                      | Izvještaj | 5× 1×      | Tauron Arena Kraków, Krakov Gledatelji: 3300 Suci: Kurtagic, Wetterwik |

| 15. siječnja 2023. 20:30 | Norveška     | 32:21     | Argentina    | Tauron Arena Kraków, Krakov Gledatelji: 3750 Suci: A. Konjičanin, D. Konjičanin |
| 15. siječnja 2023. 20:30 | tri igrača 5 | (16:12)   | D. Simonet 7 | Tauron Arena Kraków, Krakov Gledatelji: 3750 Suci: A. Konjičanin, D. Konjičanin |
| 15. siječnja 2023. 20:30 | 2×           | Izvještaj | 5×           | Tauron Arena Kraków, Krakov Gledatelji: 3750 Suci: A. Konjičanin, D. Konjičanin |

| 17. siječnja 2023. 18:00 | Sjeverna Makedonija | 26:35     | Argentina    | Tauron Arena Kraków, Krakov Gledatelji: 2214 Suci: Mažeika, Gatelis |
| 17. siječnja 2023. 18:00 | Taleski 5           | (11:18)   | D. Simonet 8 | Tauron Arena Kraków, Krakov Gledatelji: 2214 Suci: Mažeika, Gatelis |
| 17. siječnja 2023. 18:00 | 1×                  | Izvještaj | 2× 1×        | Tauron Arena Kraków, Krakov Gledatelji: 2214 Suci: Mažeika, Gatelis |

| 17. siječnja 2023. 20:30 | Nizozemska | 26:27     | Norveška  | Tauron Arena Kraków, Krakov Gledatelji: 2750 Suci: Gubica, Milošević |
| 17. siječnja 2023. 20:30 | Smits 7    | (17:13)   | Sagosen 7 | Tauron Arena Kraków, Krakov Gledatelji: 2750 Suci: Gubica, Milošević |
| 17. siječnja 2023. 20:30 | 3× 1×      | Izvještaj |           | Tauron Arena Kraków, Krakov Gledatelji: 2750 Suci: Gubica, Milošević |

### Skupina G
| #  | Momčad   | U | P | N | I | G+ | G–  | G+/– | Bod. | Nastavak natjecanja          |
| -- | -------- | - | - | - | - | -- | --- | ---- | ---- | ---------------------------- |
| 1. | Egipat   | 3 | 3 | 0 | 0 | 96 | 57  | +39  | 6    | Drugi krug Skupina IV        |
| 2. | Hrvatska | 3 | 2 | 0 | 1 | 98 | 77  | +21  | 4    | Drugi krug Skupina IV        |
| 3. | SAD      | 3 | 1 | 0 | 2 | 66 | 102 | –36  | 2    | Drugi krug Skupina IV        |
| 4. | Maroko   | 3 | 0 | 0 | 3 | 70 | 94  | –24  | 0    | Predsjednički kup Skupina II |

Izvor: International Handball Federation
| 13. siječnja 2023. 18:00 | Maroko      | 27:28     | SAD      | Husqvarna Garden, Jönköping Gledatelji: 4817 Suci: Kleven, Jørum |
| 13. siječnja 2023. 18:00 | Harchaoui 5 | (12:12)   | Fofana 6 | Husqvarna Garden, Jönköping Gledatelji: 4817 Suci: Kleven, Jørum |
| 13. siječnja 2023. 18:00 | 5× 1×       | Izvještaj | 5×       | Husqvarna Garden, Jönköping Gledatelji: 4817 Suci: Kleven, Jørum |

| 13. siječnja 2023. 20:30 | Egipat    | 31:22     | Hrvatska | Husqvarna Garden, Jönköping Gledatelji: 5200 Suci: García, Marín |
| 13. siječnja 2023. 20:30 | Mahmoud 7 | (16:12)   | Šipić 5  | Husqvarna Garden, Jönköping Gledatelji: 5200 Suci: García, Marín |
| 13. siječnja 2023. 20:30 | 2×        | Izvještaj | 5× 2×    | Husqvarna Garden, Jönköping Gledatelji: 5200 Suci: García, Marín |

| 15. siječnja 2023. 18:00 | Egipat   | 30:19     | Maroko  | Husqvarna Garden, Jönköping Gledatelji: 3304 Suci: Grillo, Lenci |
| 15. siječnja 2023. 18:00 | Kaddah 7 | (13:9)    | Lakbi 5 | Husqvarna Garden, Jönköping Gledatelji: 3304 Suci: Grillo, Lenci |
| 15. siječnja 2023. 18:00 | 1×       | Izvještaj | 4× 1×   | Husqvarna Garden, Jönköping Gledatelji: 3304 Suci: Grillo, Lenci |

| 15. siječnja 2023. 20:30 | Hrvatska  | 40:22     | SAD     | Husqvarna Garden, Jönköping Gledatelji: 3423 Suci: Paolantoni, García |
| 15. siječnja 2023. 20:30 | Karačić 8 | (20:10)   | Hines 6 | Husqvarna Garden, Jönköping Gledatelji: 3423 Suci: Paolantoni, García |
| 15. siječnja 2023. 20:30 | 2× 1×     | Izvještaj | 3×      | Husqvarna Garden, Jönköping Gledatelji: 3423 Suci: Paolantoni, García |

| 17. siječnja 2023. 18:00 | SAD              | 16:35     | Egipat             | Husqvarna Garden, Jönköping Gledatelji: 2603 Suci: Sekulić, Jovandić |
| 17. siječnja 2023. 18:00 | Amitović, Chan 4 | (7-19)    | četvorica igrača 4 | Husqvarna Garden, Jönköping Gledatelji: 2603 Suci: Sekulić, Jovandić |
| 17. siječnja 2023. 18:00 | 2× 1×            | Izvještaj | 2×                 | Husqvarna Garden, Jönköping Gledatelji: 2603 Suci: Sekulić, Jovandić |

| 17. siječnja 2023. 20:30 | Hrvatska  | 36:24     | Maroko          | Husqvarna Garden, Jönköping Gledatelji: 2617 Suci: C. Bonaventura, J. Bonaventura |
| 17. siječnja 2023. 20:30 | Cindrić 9 | (15:13)   | Hakimi, Reida 5 | Husqvarna Garden, Jönköping Gledatelji: 2617 Suci: C. Bonaventura, J. Bonaventura |
| 17. siječnja 2023. 20:30 | 4× 1×     | Izvještaj | 4×              | Husqvarna Garden, Jönköping Gledatelji: 2617 Suci: C. Bonaventura, J. Bonaventura |

### Skupina H
| #  | Momčad  | U | P | N | I | G+  | G–  | G+/– | Bod. | Nastavak natjecanja          |
| -- | ------- | - | - | - | - | --- | --- | ---- | ---- | ---------------------------- |
| 1. | Danska  | 3 | 3 | 0 | 0 | 113 | 70  | +43  | 6    | Drugi krug Skupina IV        |
| 2. | Bahrein | 3 | 1 | 1 | 1 | 78  | 91  | −13  | 3    | Drugi krug Skupina IV        |
| 3. | Belgija | 3 | 1 | 0 | 2 | 87  | 102 | −15  | 2    | Drugi krug Skupina IV        |
| 4. | Tunis   | 3 | 0 | 1 | 2 | 77  | 92  | −15  | 1    | Predsjednički kup Skupina II |

Izvor: International Handball Federation
| 13. siječnja 2023. 18:00 | Bahrein  | 27:27     | Tunis  | Malmö Arena, Malmö Gledatelji: 8870 Suci: Načevski, Nikolov |
| 13. siječnja 2023. 18:00 | Jalal 10 | (16:15)   | Rzig 8 | Malmö Arena, Malmö Gledatelji: 8870 Suci: Načevski, Nikolov |
| 13. siječnja 2023. 18:00 | 2× 1×    | Izvještaj | 3× 1×  | Malmö Arena, Malmö Gledatelji: 8870 Suci: Načevski, Nikolov |

| 13. siječnja 2023. 20:30 | Danska    | 43:28     | Belgija  | Malmö Arena, Malmö Gledatelji: 12.426 Suci: Paolantoni, García |
| 13. siječnja 2023. 20:30 | Hansen 10 | (22:15)   | Brixhe 5 | Malmö Arena, Malmö Gledatelji: 12.426 Suci: Paolantoni, García |
| 13. siječnja 2023. 20:30 | 2× 1×     | Izvještaj | 5×       | Malmö Arena, Malmö Gledatelji: 12.426 Suci: Paolantoni, García |

| 15. siječnja 2023. 18:00 | Belgija  | 31:29     | Tunis   | Malmö Arena, Malmö Gledatelji: 1023 Suci: García, Marín |
| 15. siječnja 2023. 18:00 | Qerimi 6 | (17:16)   | Maoua 4 | Malmö Arena, Malmö Gledatelji: 1023 Suci: García, Marín |
| 15. siječnja 2023. 18:00 | 6×       | Izvještaj | 2× 1×   | Malmö Arena, Malmö Gledatelji: 1023 Suci: García, Marín |

| 15. siječnja 2023. 20:30 | Danska   | 36:21     | Bahrein    | Malmö Arena, Malmö Gledatelji: 10.566 Suci: Schulze, Tönnies |
| 15. siječnja 2023. 20:30 | Gidsel 9 | (16:9)    | A. Merza 5 | Malmö Arena, Malmö Gledatelji: 10.566 Suci: Schulze, Tönnies |
| 15. siječnja 2023. 20:30 |          | Izvještaj | 2×         | Malmö Arena, Malmö Gledatelji: 10.566 Suci: Schulze, Tönnies |

| 17. siječnja 2023. 18:00 | Belgija   | 28:30     | Bahrein    | Malmö Arena, Malmö Gledatelji: 9350 Suci: Grillo, Lenci |
| 17. siječnja 2023. 18:00 | Kotters 8 | (12:15)   | A. Merza 6 | Malmö Arena, Malmö Gledatelji: 9350 Suci: Grillo, Lenci |
| 17. siječnja 2023. 18:00 | 3× 1×     | Izvještaj | 5×         | Malmö Arena, Malmö Gledatelji: 9350 Suci: Grillo, Lenci |

| 17. siječnja 2023. 20:30 | Tunis     | 21:34     | Danska   | Malmö Arena, Malmö Gledatelji: 10.143 Suci: Pavićević, Ražnatović |
| 17. siječnja 2023. 20:30 | Darmoul 6 | (14:19)   | Gidsel 8 | Malmö Arena, Malmö Gledatelji: 10.143 Suci: Pavićević, Ražnatović |
| 17. siječnja 2023. 20:30 | 3× 1×     | Izvještaj | 2×       | Malmö Arena, Malmö Gledatelji: 10.143 Suci: Pavićević, Ražnatović |

## Predsjednički kup

### Skupina I
| #  | Momčad            | U | P | N | I | G+ | G– | G+/– | Bod. | Nastavak natjecanja    |
| -- | ----------------- | - | - | - | - | -- | -- | ---- | ---- | ---------------------- |
| 1. | Čile              | 3 | 3 | 0 | 0 | 93 | 73 | +20  | 6    | Utakmica za 25. mjesto |
| 2. | Južna Koreja      | 3 | 2 | 0 | 1 | 97 | 86 | +11  | 4    | Utakmica za 27. mjesto |
| 3. | Saudijska Arabija | 3 | 1 | 0 | 2 | 74 | 87 | −13  | 2    | Utakmica za 29. mjesto |
| 4. | Urugvaj           | 3 | 0 | 0 | 3 | 81 | 99 | −18  | 0    | Utakmica za 31. mjesto |

| 18. siječnja 2023. 15:30 | Čile             | 26:23     | Saudijska Arabija | Orlen Arena, Płock Gledatelji: 600 Suci: Özdeniz, Erdoğan |
| 18. siječnja 2023. 15:30 | Er. Feuchtmann 7 | (12:13)   | Al-Abdulali 7     | Orlen Arena, Płock Gledatelji: 600 Suci: Özdeniz, Erdoğan |
| 18. siječnja 2023. 15:30 | 3× 1×            | Izvještaj | 3× 2× 1×          | Orlen Arena, Płock Gledatelji: 600 Suci: Özdeniz, Erdoğan |

| 18. siječnja 2023. 18:00 | Urugvaj | 30:37     | Južna Koreja | Orlen Arena, Płock Gledatelji: 800 Suci: Emam, Hedaia |
| 18. siječnja 2023. 18:00 | Rubbo 8 | (15:23)   | Ha T., Jin 6 | Orlen Arena, Płock Gledatelji: 800 Suci: Emam, Hedaia |
| 18. siječnja 2023. 18:00 | 4× 1×   | Izvještaj | 4× 2× 1×     | Orlen Arena, Płock Gledatelji: 800 Suci: Emam, Hedaia |

| 20. siječnja 2023. 15:30 | Čile             | 34:24     | Urugvaj            | Orlen Arena, Płock Gledatelji: 600 Suci: García, Paolantoni |
| 20. siječnja 2023. 15:30 | Er. Feuchtmann 6 | (17:13)   | De Agrela, Rubbo 4 | Orlen Arena, Płock Gledatelji: 600 Suci: García, Paolantoni |
| 20. siječnja 2023. 15:30 | 3× 1×            | Izvještaj | 5× 1×              | Orlen Arena, Płock Gledatelji: 600 Suci: García, Paolantoni |

| 20. siječnja 2023. 18:00 | Saudijska Arabija     | 23:34     | Južna Koreja | Orlen Arena, Płock Gledatelji: 1200 Suci: Santos, Fonseca |
| 20. siječnja 2023. 18:00 | Al-Abbas, Al-Hassan 4 | (12:17)   | Jang 11      | Orlen Arena, Płock Gledatelji: 1200 Suci: Santos, Fonseca |
| 20. siječnja 2023. 18:00 | 7× 1×                 | Izvještaj | 8×           | Orlen Arena, Płock Gledatelji: 1200 Suci: Santos, Fonseca |

| 22. siječnja 2023. 13:00 | Južna Koreja | 26:33     | Čile             | Orlen Arena, Płock Gledatelji: 650 Suci: Merz, Kuttler |
| 22. siječnja 2023. 13:00 | Kang 6       | (16:16)   | Er. Feuchtmann 9 | Orlen Arena, Płock Gledatelji: 650 Suci: Merz, Kuttler |
| 22. siječnja 2023. 13:00 | 4× 2×        | Izvještaj | 6×               | Orlen Arena, Płock Gledatelji: 650 Suci: Merz, Kuttler |

| 22. siječnja 2023. 15:30 | Saudijska Arabija | 28:27   | Urugvaj  | Orlen Arena, Płock Gledatelji: 1250 Suci: Emam, Hedaia |
| 22. siječnja 2023. 15:30 | Al-Salem 8        | (15:14) | Rubbo 11 | Orlen Arena, Płock Gledatelji: 1250 Suci: Emam, Hedaia |
| 22. siječnja 2023. 15:30 | Izvještaj         |         |          | Orlen Arena, Płock Gledatelji: 1250 Suci: Emam, Hedaia |

### Skupina II
| #  | Momčad              | U | P | N | I | G+  | G– | G+/– | Bod. | Nastavak natjecanja    |
| -- | ------------------- | - | - | - | - | --- | -- | ---- | ---- | ---------------------- |
| 1. | Tunis               | 3 | 3 | 0 | 0 | 93  | 78 | +15  | 6    | Utakmica za 25. mjesto |
| 2. | Sjeverna Makedonija | 3 | 2 | 0 | 1 | 108 | 83 | +25  | 4    | Utakmica za 27. mjesto |
| 3. | Maroko              | 3 | 1 | 0 | 2 | 78  | 97 | −19  | 2    | Utakmica za 29. mjesto |
| 4. | Alžir               | 3 | 0 | 0 | 3 | 77  | 98 | −21  | 0    | Utakmica za 31. mjesto |

| 19. siječnja 2023. 15:30 | Alžir   | 25:40     | Sjeverna Makedonija  | Orlen Arena, Płock Gledatelji: 600 Suci: Koo, Lee |
| 19. siječnja 2023. 15:30 | Daoud 5 | (11:19)   | Manaskov, Peševski 7 | Orlen Arena, Płock Gledatelji: 600 Suci: Koo, Lee |
| 19. siječnja 2023. 15:30 | 4× 1×   | Izvještaj | 2×                   | Orlen Arena, Płock Gledatelji: 600 Suci: Koo, Lee |

| 19. siječnja 2023. 18:00 | Maroko     | 25:30     | Tunis  | Orlen Arena, Płock Gledatelji: 800 Suci: Santos, Fonseca |
| 19. siječnja 2023. 18:00 | Rezzouki 9 | (13:13)   | Rzig 8 | Orlen Arena, Płock Gledatelji: 800 Suci: Santos, Fonseca |
| 19. siječnja 2023. 18:00 | 6× 1×      | Izvještaj | 6×     | Orlen Arena, Płock Gledatelji: 800 Suci: Santos, Fonseca |

| 21. siječnja 2023. 15:30 | Alžir  | 27:28     | Maroko      | Orlen Arena, Płock Gledatelji: 900 Suci: Erdoğan, Özdeniz |
| 21. siječnja 2023. 15:30 | Abdi 7 | (15:13)   | Harchaoui 5 | Orlen Arena, Płock Gledatelji: 900 Suci: Erdoğan, Özdeniz |
| 21. siječnja 2023. 15:30 | 4× 1×  | Izvještaj | 4× 3×       | Orlen Arena, Płock Gledatelji: 900 Suci: Erdoğan, Özdeniz |

| 21. siječnja 2023. 18:00 | Sjeverna Makedonija | 28:33     | Tunis     | Orlen Arena, Płock Gledatelji: 1300 Suci: Paolantoni, García |
| 21. siječnja 2023. 18:00 | Kuzmanovski 8       | (14:16)   | Darmoul 7 | Orlen Arena, Płock Gledatelji: 1300 Suci: Paolantoni, García |
| 21. siječnja 2023. 18:00 | 7× 1×               | Izvještaj | 9× 3× 1×  | Orlen Arena, Płock Gledatelji: 1300 Suci: Paolantoni, García |

| 23. siječnja 2023. 15:30 | Tunis       | 30:25     | Alžir  | Orlen Arena, Płock Gledatelji: 800 Suci: Grillo, Lenci |
| 23. siječnja 2023. 15:30 | Boughanmi 8 | (15:12)   | Abdi 8 | Orlen Arena, Płock Gledatelji: 800 Suci: Grillo, Lenci |
| 23. siječnja 2023. 15:30 | 2× 1×       | Izvještaj | 2×     | Orlen Arena, Płock Gledatelji: 800 Suci: Grillo, Lenci |

| 23. siječnja 2023. 18:00 | Sjeverna Makedonija | 40:25     | Maroko  | Orlen Arena, Płock Gledatelji: 1050 Suci: Koo, Lee |
| 23. siječnja 2023. 18:00 | Kuzmanovski 8       | (18:12)   | Zaher 8 | Orlen Arena, Płock Gledatelji: 1050 Suci: Koo, Lee |
| 23. siječnja 2023. 18:00 | 3×                  | Izvještaj | 1×      | Orlen Arena, Płock Gledatelji: 1050 Suci: Koo, Lee |

### Utakmica za 31. mjesto
| 25. siječnja 2023. 13:00 | Urugvaj           | 33:34     | Alžir          | Orlen Arena, Płock Gledatelji: 1050 Suci: Lee, Koo |
| 25. siječnja 2023. 13:00 | Chaparro, Rubbo 6 | (17:16)   | Arib, Yacine 6 | Orlen Arena, Płock Gledatelji: 1050 Suci: Lee, Koo |
| 25. siječnja 2023. 13:00 | 2×                | Izvještaj | 4×             | Orlen Arena, Płock Gledatelji: 1050 Suci: Lee, Koo |

### Utakmica za 29. mjesto
| 25. siječnja 2023. 15:30 | Saudijska Arabija | 32:30     | Maroko       | Orlen Arena, Płock Gledatelji: 1050 Suci: Merz, Kuttler |
| 25. siječnja 2023. 15:30 | Moj. Al-Salem 7   | (18:11)   | Harchaoui 10 | Orlen Arena, Płock Gledatelji: 1050 Suci: Merz, Kuttler |
| 25. siječnja 2023. 15:30 | 5× 1×             | Izvještaj | 2× 1×        | Orlen Arena, Płock Gledatelji: 1050 Suci: Merz, Kuttler |

### Utakmica za 27. mjesto
| 25. siječnja 2023. 18:00 | Južna Koreja | 33:36     | Sjeverna Makedonija | Orlen Arena, Płock Gledatelji: 1400 Suci: Grillo, Lenci |
| 25. siječnja 2023. 18:00 | Jin 8        | (19:20)   | Kuzmanovski 8       | Orlen Arena, Płock Gledatelji: 1400 Suci: Grillo, Lenci |
| 25. siječnja 2023. 18:00 | 3× 1×        | Izvještaj | 5× 2×               | Orlen Arena, Płock Gledatelji: 1400 Suci: Grillo, Lenci |

### Utakmica za 25. mjesto
| 25. siječnja 2023. 20:30 | Čile             | 26:38     | Tunis   | Orlen Arena, Płock Gledatelji: 2000 Suci: Sekulić, Jovandić |
| 25. siječnja 2023. 20:30 | Er. Feuchtmann 8 | (10:24)   | Toumi 8 | Orlen Arena, Płock Gledatelji: 2000 Suci: Sekulić, Jovandić |
| 25. siječnja 2023. 20:30 | 2×               | Izvještaj | 4× 2×   | Orlen Arena, Płock Gledatelji: 2000 Suci: Sekulić, Jovandić |

## Drugi krug
Svi bodovi osvojeni u prvome krugu protiv ekipa koje su se također kvalificirale u drugi krug prebacuju se u isti.

### Skupina I
| #  | Momčad     | U | P | N | I | G+  | G–  | G+/– | Bod. | Nastavak natjecanja |
| -- | ---------- | - | - | - | - | --- | --- | ---- | ---- | ------------------- |
| 1. | Francuska  | 5 | 5 | 0 | 0 | 165 | 134 | +31  | 10   | Četvrtfinale        |
| 2. | Španjolska | 5 | 4 | 0 | 1 | 149 | 124 | +25  | 8    | Četvrtfinale        |
| 3. | Slovenija  | 5 | 3 | 0 | 2 | 158 | 133 | +25  | 6    |                     |
| 4. | Poljska    | 5 | 2 | 0 | 3 | 123 | 127 | −4   | 4    |                     |
| 5. | Crna Gora  | 5 | 1 | 0 | 4 | 126 | 154 | −28  | 2    |                     |
| 6. | Iran       | 5 | 0 | 0 | 5 | 125 | 174 | −49  | 0    |                     |

| 18. siječnja 2023. 15:30 | Iran                 | 21:38     | Slovenija | Tauron Arena Kraków, Krakov Gledatelji: 1206 Suci: Bíró, Kiss |
| 18. siječnja 2023. 15:30 | Oraei, Sadeghzadeh 4 | (9:20)    | Makuc 6   | Tauron Arena Kraków, Krakov Gledatelji: 1206 Suci: Bíró, Kiss |
| 18. siječnja 2023. 15:30 | 3×                   | Izvještaj | 5×        | Tauron Arena Kraków, Krakov Gledatelji: 1206 Suci: Bíró, Kiss |

| 18. siječnja 2023. 18:00 | Francuska     | 35:24     | Crna Gora | Tauron Arena Kraków, Krakov Gledatelji: 2411 Suci: Kurtagic, Wetterwik |
| 18. siječnja 2023. 18:00 | Richardson 10 | (16:13)   | Božović 6 | Tauron Arena Kraków, Krakov Gledatelji: 2411 Suci: Kurtagic, Wetterwik |
| 18. siječnja 2023. 18:00 | 3× 1×         | Izvještaj | 4× 1×     | Tauron Arena Kraków, Krakov Gledatelji: 2411 Suci: Kurtagic, Wetterwik |

| 18. siječnja 2023. 20:30 | Španjolska   | 27:23     | Poljska | Tauron Arena Kraków, Krakov Gledatelji: 7030 Suci: Hansen, Madsen |
| 18. siječnja 2023. 20:30 | tri igrača 4 | (16:15)   | Sićko 7 | Tauron Arena Kraków, Krakov Gledatelji: 7030 Suci: Hansen, Madsen |
| 18. siječnja 2023. 20:30 | 3× 1×        | Izvještaj | 2× 1×   | Tauron Arena Kraków, Krakov Gledatelji: 7030 Suci: Hansen, Madsen |

| 20. siječnja 2023. 15:30 | Slovenija | 26:31     | Španjolska  | Tauron Arena Kraków, Krakov Gledatelji: 2100 Suci: Kurtagic, Wetterwik |
| 20. siječnja 2023. 15:30 | Dolenec 7 | (15:15)   | Odriozola 6 | Tauron Arena Kraków, Krakov Gledatelji: 2100 Suci: Kurtagic, Wetterwik |
| 20. siječnja 2023. 15:30 | 4× 2×     | Izvještaj | 3×          | Tauron Arena Kraków, Krakov Gledatelji: 2100 Suci: Kurtagic, Wetterwik |

| 20. siječnja 2023. 18:00 | Iran         | 29:41     | Francuska        | Tauron Arena Kraków, Krakov Gledatelji: 4150 Suci: Gubica, Milošević |
| 20. siječnja 2023. 18:00 | tri igrača 4 | (14:18)   | Briet, Tournat 6 | Tauron Arena Kraków, Krakov Gledatelji: 4150 Suci: Gubica, Milošević |
| 20. siječnja 2023. 18:00 | 7×           | Izvještaj | 1×               | Tauron Arena Kraków, Krakov Gledatelji: 4150 Suci: Gubica, Milošević |

| 20. siječnja 2023. 20:30 | Crna Gora    | 20:27     | Poljska       | Tauron Arena Kraków, Krakov Gledatelji: 9087 Suci: Brunner, Salah |
| 20. siječnja 2023. 20:30 | M. Vujović 6 | (8:11)    | Jędraszczyk 6 | Tauron Arena Kraków, Krakov Gledatelji: 9087 Suci: Brunner, Salah |
| 20. siječnja 2023. 20:30 | 3×           | Izvještaj | 3× 1×         | Tauron Arena Kraków, Krakov Gledatelji: 9087 Suci: Brunner, Salah |

| 22. siječnja 2023. 15:30 | Crna Gora | 23:31     | Slovenija | Tauron Arena Kraków, Krakov Gledatelji: 3200 Suci: Gubica, Milošević |
| 22. siječnja 2023. 15:30 | Vujačić 5 | (8:15)    | Vlah 6    | Tauron Arena Kraków, Krakov Gledatelji: 3200 Suci: Gubica, Milošević |
| 22. siječnja 2023. 15:30 | 2×        | Izvještaj | 5×        | Tauron Arena Kraków, Krakov Gledatelji: 3200 Suci: Gubica, Milošević |

| 22. siječnja 2023. 18:00 | Iran             | 22:26     | Poljska     | Tauron Arena Kraków, Krakov Gledatelji: 11.221 Suci: Gatelis, Mažeika |
| 22. siječnja 2023. 18:00 | Oraei, Sadeghi 6 | (10:16)   | Pietrasik 6 | Tauron Arena Kraków, Krakov Gledatelji: 11.221 Suci: Gatelis, Mažeika |
| 22. siječnja 2023. 18:00 | 4× 1×            | Izvještaj | 2× 1×       | Tauron Arena Kraków, Krakov Gledatelji: 11.221 Suci: Gatelis, Mažeika |

| 22. siječnja 2023. 20:30 | Španjolska  | 26:28     | Francuska       | Tauron Arena Kraków, Krakov Gledatelji: 7000 Suci: Načevski, Nikolov |
| 22. siječnja 2023. 20:30 | Fernández 7 | (13:13)   | četiri igrača 4 | Tauron Arena Kraków, Krakov Gledatelji: 7000 Suci: Načevski, Nikolov |
| 22. siječnja 2023. 20:30 | 5×          | Izvještaj | 3×              | Tauron Arena Kraków, Krakov Gledatelji: 7000 Suci: Načevski, Nikolov |

### Skupina II
| #  | Momčad                | U | P | N | I | G+  | G–  | G+/– | Bod. | Nastavak natjecanja |
| -- | --------------------- | - | - | - | - | --- | --- | ---- | ---- | ------------------- |
| 1. | Švedska               | 5 | 5 | 0 | 0 | 164 | 133 | +31  | 10   | Četvrtfinale        |
| 2. | Mađarska              | 5 | 3 | 0 | 2 | 148 | 147 | +1   | 6    | Četvrtfinale        |
| 3. | Island                | 5 | 3 | 0 | 2 | 169 | 158 | +11  | 6    |                     |
| 4. | Portugal              | 5 | 2 | 1 | 2 | 146 | 133 | +13  | 5    |                     |
| 5. | Brazil                | 5 | 1 | 1 | 3 | 138 | 151 | −13  | 3    |                     |
| 6. | Zelenortska Republika | 5 | 0 | 0 | 5 | 138 | 181 | −43  | 0    |                     |

| 18. siječnja 2023. 15:30 | Portugal | 28:28     | Brazil    | Scandinavium, Göteborg Gledatelji: 2301 Suci: C. Bonaventura, J. Bonaventura |
| 18. siječnja 2023. 15:30 | Areia 7  | (12:11)   | Dupoux 10 | Scandinavium, Göteborg Gledatelji: 2301 Suci: C. Bonaventura, J. Bonaventura |
| 18. siječnja 2023. 15:30 | 1×       | Izvještaj | 3×        | Scandinavium, Göteborg Gledatelji: 2301 Suci: C. Bonaventura, J. Bonaventura |

| 18. siječnja 2023. 18:00 | Zelenortska Republika | 30:40     | Island       | Scandinavium, Göteborg Gledatelji: 5723 Suci: Belkhiri, Hamidi |
| 18. siječnja 2023. 18:00 | D. Pina 11            | (13:18)   | Guðjónsson 6 | Scandinavium, Göteborg Gledatelji: 5723 Suci: Belkhiri, Hamidi |
| 18. siječnja 2023. 18:00 | 4×                    | Izvještaj | 3× 1×        | Scandinavium, Göteborg Gledatelji: 5723 Suci: Belkhiri, Hamidi |

| 18. siječnja 2023. 20:30 | Švedska | 37:28     | Mađarska | Scandinavium, Göteborg Gledatelji: 9256 Suci: Schulze, Tönnies |
| 18. siječnja 2023. 20:30 | Wanne 9 | (18:14)   | Rosta 7  | Scandinavium, Göteborg Gledatelji: 9256 Suci: Schulze, Tönnies |
| 18. siječnja 2023. 20:30 | 2×      | Izvještaj | 3× 1×    | Scandinavium, Göteborg Gledatelji: 9256 Suci: Schulze, Tönnies |

| 20. siječnja 2023. 15:30 | Zelenortska Republika | 23:35     | Portugal | Scandinavium, Göteborg Gledatelji: 3110 Suci: Merz, Kuttler |
| 20. siječnja 2023. 15:30 | D. Pina 6             | (12:14)   | Areia 9  | Scandinavium, Göteborg Gledatelji: 3110 Suci: Merz, Kuttler |
| 20. siječnja 2023. 15:30 | 9× 1×                 | Izvještaj | 2×       | Scandinavium, Göteborg Gledatelji: 3110 Suci: Merz, Kuttler |

| 20. siječnja 2023. 18:00 | Brazil           | 25:28     | Mađarska | Scandinavium, Göteborg Gledatelji: 7317 Suci: Pavićević, Ražnatović |
| 20. siječnja 2023. 18:00 | Monta da Silva 6 | (14:14)   | Lékai 7  | Scandinavium, Göteborg Gledatelji: 7317 Suci: Pavićević, Ražnatović |
| 20. siječnja 2023. 18:00 | 3× 1×            | Izvještaj | 6× 1×    | Scandinavium, Göteborg Gledatelji: 7317 Suci: Pavićević, Ražnatović |

| 20. siječnja 2023. 20:30 | Island    | 30:35     | Švedska  | Scandinavium, Göteborg Gledatelji: 11.801 Suci: Načevski, Nikolov |
| 20. siječnja 2023. 20:30 | Elísson 8 | (16:17)   | Pellas 8 | Scandinavium, Göteborg Gledatelji: 11.801 Suci: Načevski, Nikolov |
| 20. siječnja 2023. 20:30 | 4× 1×     | Izvještaj | 5× 1×    | Scandinavium, Göteborg Gledatelji: 11.801 Suci: Načevski, Nikolov |

| 22. siječnja 2023. 15:30 | Zelenortska Republika | 30:42     | Mađarska     | Scandinavium, Göteborg Gledatelji: 3899 Suci: Sekulić, Jovandić |
| 22. siječnja 2023. 15:30 | B. Landim 8           | (15:22)   | tri igrača 7 | Scandinavium, Göteborg Gledatelji: 3899 Suci: Sekulić, Jovandić |
| 22. siječnja 2023. 15:30 | 4×                    | Izvještaj | 1×           | Scandinavium, Göteborg Gledatelji: 3899 Suci: Sekulić, Jovandić |

| 22. siječnja 2023. 18:00 | Brazil   | 37:41     | Island    | Scandinavium, Göteborg Gledatelji: 9871 Suci: K. Gasmi, R. Gasmi |
| 22. siječnja 2023. 18:00 | Dupoux 8 | (22:18)   | Elísson 9 | Scandinavium, Göteborg Gledatelji: 9871 Suci: K. Gasmi, R. Gasmi |
| 22. siječnja 2023. 18:00 | 3× 1×    | Izvještaj | 6× 1×     | Scandinavium, Göteborg Gledatelji: 9871 Suci: K. Gasmi, R. Gasmi |

| 22. siječnja 2023. 20:30 | Švedska         | 32:30     | Portugal | Scandinavium, Göteborg Gledatelji: 11.670 Suci: C. Bonaventura, J. Bonaventura |
| 22. siječnja 2023. 20:30 | D. Pettersson 8 | (13:14)   | Areia 8  | Scandinavium, Göteborg Gledatelji: 11.670 Suci: C. Bonaventura, J. Bonaventura |
| 22. siječnja 2023. 20:30 | 1×              | Izvještaj | 6× 2×    | Scandinavium, Göteborg Gledatelji: 11.670 Suci: C. Bonaventura, J. Bonaventura |

### Skupina III
| #  | Momčad     | U | P | N | I | G+  | G–  | G+/– | Bod. | Nastavak natjecanja |
| -- | ---------- | - | - | - | - | --- | --- | ---- | ---- | ------------------- |
| 1. | Norveška   | 5 | 5 | 0 | 0 | 148 | 118 | +30  | 10   | Četvrtfinale        |
| 2. | Njemačka   | 5 | 4 | 0 | 1 | 163 | 133 | +30  | 8    | Četvrtfinale        |
| 3. | Srbija     | 5 | 3 | 0 | 2 | 155 | 141 | +14  | 6    |                     |
| 4. | Nizozemska | 5 | 2 | 0 | 3 | 143 | 141 | +2   | 4    |                     |
| 5. | Argentina  | 5 | 1 | 0 | 4 | 107 | 150 | −43  | 2    |                     |
| 6. | Katar      | 5 | 0 | 0 | 5 | 120 | 153 | −33  | 0    |                     |

| 19. siječnja 2023. 15:30 | Katar     | 30:32     | Nizozemska         | Spodek, Katowice Gledatelji: 1950 Suci: Gatelis, Mažeika |
| 19. siječnja 2023. 15:30 | Madadi 11 | (19:15)   | Smits, Ten Velde 8 | Spodek, Katowice Gledatelji: 1950 Suci: Gatelis, Mažeika |
| 19. siječnja 2023. 15:30 | 6×        | Izvještaj | 6× 1×              | Spodek, Katowice Gledatelji: 1950 Suci: Gatelis, Mažeika |

| 19. siječnja 2023. 18:00 | Njemačka     | 39:19     | Argentina       | Spodek, Katowice Gledatelji: 3150 Suci: Horáček, Novotný |
| 19. siječnja 2023. 18:00 | tri igrača 5 | (24:11)   | Martínez Cami 5 | Spodek, Katowice Gledatelji: 3150 Suci: Horáček, Novotný |
| 19. siječnja 2023. 18:00 | 3×           | Izvještaj | 4×              | Spodek, Katowice Gledatelji: 3150 Suci: Horáček, Novotný |

| 19. siječnja 2023. 20:30 | Norveška            | 31:28     | Srbija       | Spodek, Katowice Gledatelji: 3500 Suci: Brunner, Salah |
| 19. siječnja 2023. 20:30 | Barthold, Sagosen 5 | (14:17)   | tri igrača 5 | Spodek, Katowice Gledatelji: 3500 Suci: Brunner, Salah |
| 19. siječnja 2023. 20:30 | 3×                  | Izvještaj | 4× 1×        | Spodek, Katowice Gledatelji: 3500 Suci: Brunner, Salah |

| 21. siječnja 2023. 15:30 | Srbija        | 28:22     | Argentina  | Spodek, Katowice Gledatelji: 2550 Suci: Belkhiri, Hamidi |
| 21. siječnja 2023. 15:30 | Radivojević 6 | (12:10)   | Lombardi 9 | Spodek, Katowice Gledatelji: 2550 Suci: Belkhiri, Hamidi |
| 21. siječnja 2023. 15:30 | 5× 1×         | Izvještaj | 4× 1×      | Spodek, Katowice Gledatelji: 2550 Suci: Belkhiri, Hamidi |

| 21. siječnja 2023. 18:00 | Katar     | 17:30     | Norveška                | Spodek, Katowice Gledatelji: 5100 Suci: Bíró, Kiss |
| 21. siječnja 2023. 18:00 | Abdalla 5 | (9:14)    | Bjørnsen, Johannessen 6 | Spodek, Katowice Gledatelji: 5100 Suci: Bíró, Kiss |
| 21. siječnja 2023. 18:00 | 2×        | Izvještaj | 1×                      | Spodek, Katowice Gledatelji: 5100 Suci: Bíró, Kiss |

| 21. siječnja 2023. 20:30 | Nizozemska | 26:33     | Njemačka | Spodek, Katowice Gledatelji: 6250 Suci: Hansen, Madsen |
| 21. siječnja 2023. 20:30 | Smits 6    | (12:15)   | Knorr 9  | Spodek, Katowice Gledatelji: 6250 Suci: Hansen, Madsen |
| 21. siječnja 2023. 20:30 | 2× 1×      | Izvještaj | 4× 1×    | Spodek, Katowice Gledatelji: 6250 Suci: Hansen, Madsen |

| 23. siječnja 2023. 15:30 | Katar    | 22:26     | Argentina    | Spodek, Katowice Gledatelji: 1850 Suci: Santos, Fonseca |
| 23. siječnja 2023. 15:30 | Madadi 8 | (9:12)    | I. Pizarro 9 | Spodek, Katowice Gledatelji: 1850 Suci: Santos, Fonseca |
| 23. siječnja 2023. 15:30 | 3× 1×    | Izvještaj | 4×           | Spodek, Katowice Gledatelji: 1850 Suci: Santos, Fonseca |

| 23. siječnja 2023. 18:00 | Srbija          | 32:30     | Nizozemska | Spodek, Katowice Gledatelji: 3100 Suci: Horáček, Novotný |
| 23. siječnja 2023. 18:00 | Milosavljević 9 | (15:17)   | Baijens 7  | Spodek, Katowice Gledatelji: 3100 Suci: Horáček, Novotný |
| 23. siječnja 2023. 18:00 | 4× 1×           | Izvještaj | 9× 1×      | Spodek, Katowice Gledatelji: 3100 Suci: Horáček, Novotný |

| 23. siječnja 2023. 20:30 | Njemačka | 26:28     | Norveška      | Spodek, Katowice Gledatelji: 4100 Suci: Milošević, Gubica |
| 23. siječnja 2023. 20:30 | Knorr 8  | (16:18)   | Johannessen 5 | Spodek, Katowice Gledatelji: 4100 Suci: Milošević, Gubica |
| 23. siječnja 2023. 20:30 | 1×       | Izvještaj | 4× 1×         | Spodek, Katowice Gledatelji: 4100 Suci: Milošević, Gubica |

### Skupina IV
| #  | Momčad   | U | P | N | I | G+  | G–  | G+/– | Bod. | Nastavak natjecanja |
| -- | -------- | - | - | - | - | --- | --- | ---- | ---- | ------------------- |
| 1. | Danska   | 5 | 4 | 1 | 0 | 174 | 130 | +44  | 9    | Četvrtfinale        |
| 2. | Egipat   | 5 | 4 | 0 | 1 | 150 | 118 | +32  | 8    | Četvrtfinale        |
| 3. | Hrvatska | 5 | 3 | 1 | 1 | 171 | 143 | +28  | 7    |                     |
| 4. | Bahrein  | 5 | 2 | 0 | 3 | 137 | 160 | −23  | 4    |                     |
| 5. | SAD      | 5 | 1 | 0 | 4 | 113 | 162 | −49  | 2    |                     |
| 6. | Belgija  | 5 | 0 | 0 | 5 | 132 | 164 | −32  | 0    |                     |

| 19. siječnja 2023. 15:30 | SAD         | 27:32     | Bahrein      | Malmö Arena, Malmö Gledatelji: 1891 Suci: K. Gasmi, R. Gasmi |
| 19. siječnja 2023. 15:30 | Hoddersen 6 | (13:17)   | Al-Sayyad 11 | Malmö Arena, Malmö Gledatelji: 1891 Suci: K. Gasmi, R. Gasmi |
| 19. siječnja 2023. 15:30 | 3× 1×       | Izvještaj | 4×           | Malmö Arena, Malmö Gledatelji: 1891 Suci: K. Gasmi, R. Gasmi |

| 19. siječnja 2023. 18:00 | Egipat    | 33:28     | Belgija  | Malmö Arena, Malmö Gledatelji: 8784 Suci: Lah, Sok |
| 19. siječnja 2023. 18:00 | Mahmoud 7 | (22:15)   | Danesi 9 | Malmö Arena, Malmö Gledatelji: 8784 Suci: Lah, Sok |
| 19. siječnja 2023. 18:00 | 3×        | Izvještaj | 4× 1×    | Malmö Arena, Malmö Gledatelji: 8784 Suci: Lah, Sok |

| 19. siječnja 2023. 20:30 | Danska    | 32:32     | Hrvatska | Malmö Arena, Malmö Gledatelji: 10.420 Suci: García, Marín |
| 19. siječnja 2023. 20:30 | Pytlick 9 | (15:16)   | Šipić 9  | Malmö Arena, Malmö Gledatelji: 10.420 Suci: García, Marín |
| 19. siječnja 2023. 20:30 | 5×        | Izvještaj | 8× 2×    | Malmö Arena, Malmö Gledatelji: 10.420 Suci: García, Marín |

| 21. siječnja 2023. 15:30 | Bahrein    | 22:26     | Egipat        | Malmö Arena, Malmö Gledatelji: 7002 Suci: García, Marín |
| 21. siječnja 2023. 15:30 | A. Merza 6 | (9:13)    | Y. El-Deraa 5 | Malmö Arena, Malmö Gledatelji: 7002 Suci: García, Marín |
| 21. siječnja 2023. 15:30 | 2×         | Izvještaj | 2× 1×         | Malmö Arena, Malmö Gledatelji: 7002 Suci: García, Marín |

| 21. siječnja 2023. 18:00 | Hrvatska  | 34:26     | Belgija      | Malmö Arena, Malmö Gledatelji: 11.008 Suci: Kleven, Jørum |
| 21. siječnja 2023. 18:00 | Jelinić 6 | (21:13)   | tri igrača 4 | Malmö Arena, Malmö Gledatelji: 11.008 Suci: Kleven, Jørum |
| 21. siječnja 2023. 18:00 | 5×        | Izvještaj | 3×           | Malmö Arena, Malmö Gledatelji: 11.008 Suci: Kleven, Jørum |

| 21. siječnja 2023. 20:30 | SAD         | 24:33     | Danska      | Malmö Arena, Malmö Gledatelji: 12.482 Suci: Grillo, Lenci |
| 21. siječnja 2023. 20:30 | Hoddersen 5 | (10:18)   | Jørgensen 8 | Malmö Arena, Malmö Gledatelji: 12.482 Suci: Grillo, Lenci |
| 21. siječnja 2023. 20:30 | 4×          | Izvještaj | 2×          | Malmö Arena, Malmö Gledatelji: 12.482 Suci: Grillo, Lenci |

| 23. siječnja 2023. 15:30 | SAD             | 24:22     | Belgija         | Malmö Arena, Malmö Gledatelji: 4745 Suci: Schulze, Tönnies |
| 23. siječnja 2023. 15:30 | četiri igrača 4 | (14:12)   | Kotters, Ooms 4 | Malmö Arena, Malmö Gledatelji: 4745 Suci: Schulze, Tönnies |
| 23. siječnja 2023. 15:30 | 4×              | Izvještaj | 1×              | Malmö Arena, Malmö Gledatelji: 4745 Suci: Schulze, Tönnies |

| 23. siječnja 2023. 18:00 | Hrvatska              | 43:32     | Bahrein  | Malmö Arena, Malmö Gledatelji: 11.542 Suci: Kleven, Jørum |
| 23. siječnja 2023. 18:00 | Glavaš, Martinović 11 | (17:16)   | Qambar 7 | Malmö Arena, Malmö Gledatelji: 11.542 Suci: Kleven, Jørum |
| 23. siječnja 2023. 18:00 | 3× 1×                 | Izvještaj | 4×       | Malmö Arena, Malmö Gledatelji: 11.542 Suci: Kleven, Jørum |

| 23. siječnja 2023. 20:30 | Egipat     | 25:30     | Danska            | Malmö Arena, Malmö Gledatelji: 12.353 Suci: Lah, Sok |
| 23. siječnja 2023. 20:30 | Abdelhak 6 | (12:17)   | Gidsel, Pytlick 8 | Malmö Arena, Malmö Gledatelji: 12.353 Suci: Lah, Sok |
| 23. siječnja 2023. 20:30 | 5×         | Izvještaj | 4× 1×             | Malmö Arena, Malmö Gledatelji: 12.353 Suci: Lah, Sok |

## Završnica
|  | Četvrtfinale | Četvrtfinale |              |         | Polufinale   | Polufinale   |  |  | Finale       | Finale |
|  |              |              |              |         |              |              |  |  |              |        |
|  | 25. siječnja |              |              |         |              |              |  |  |              |        |
|  |              |              |              |         |              |              |  |  |              |        |
|  | Norveška     | 34           |              |         |              |              |  |  |              |        |
|  | Norveška     | 34           | 27. siječnja |         |              |              |  |  |              |        |
|  | Španjolska   | 35           |              |         |              |              |  |  |              |        |
|  | Španjolska   | 35           | Španjolska   | 23      |              |              |  |  |              |        |
|  | 25. siječnja |              | Španjolska   | 23      |              |              |  |  |              |        |
|  |              | Danska       | 26           |         |              |              |  |  |              |        |
|  | Danska       | Danska       | 26           | 40      |              |              |  |  |              |        |
|  | Danska       |              | 29. siječnja | 40      |              |              |  |  |              |        |
|  | Mađarska     | 23           |              |         |              |              |  |  |              |        |
|  | Mađarska     | 23           | Danska       | 34      |              |              |  |  |              |        |
|  | 25. siječnja |              | Danska       | 34      |              |              |  |  |              |        |
|  |              | Francuska    | 29           |         |              |              |  |  |              |        |
|  | Francuska    | Francuska    | 29           | 35      |              |              |  |  |              |        |
|  | Francuska    | 27. siječnja |              | 35      |              |              |  |  |              |        |
|  | Norveška     | 28           |              |         |              |              |  |  |              |        |
|  | Norveška     | 28           | Francuska    | 31      | Treće mjesto | Treće mjesto |  |  |              |        |
|  | 25. siječnja |              | Francuska    | 31      | Treće mjesto | Treće mjesto |  |  |              |        |
|  |              | Švedska      | 26           |         |              |              |  |  |              |        |
|  | Švedska      | Švedska      | 26           | 26      | Španjolska   | 39           |  |  |              |        |
|  | Švedska      |              |              | 26      | Španjolska   | 39           |  |  |              |        |
|  | Egipat       | 22           |              | Švedska | 36           |              |  |  |              |        |
|  | Egipat       | 22           |              |         | 36           |              |  |  |              |        |
|  |              |              |              |         |              |              |  |  | 29. siječnja |        |
|  |              |              |              |         |              |              |  |  |              |        |

|  | 5. – 8. mjesto | 5. – 8. mjesto |    |              | 5./6. mjesto | 5./6. mjesto |
|  |                |                |    |              |              |              |
|  | 27. siječnja   |                |    |              |              |              |
|  | Njemačka       | 35             |    |              |              |              |
|  | Egipat         | 34             |    |              |              |              |
|  |                |                |    |              |              |              |
|  |                |                |    |              | 29. siječnja |              |
|  |                |                |    |              | Njemačka     | 28           |
|  |                | Norveška       | 24 |              |              |              |
|  |                |                |    |              |              |              |
|  |                |                |    |              |              |              |
|  |                |                |    |              | 7./8. mjesto |              |
|  | 27. siječnja   | 27. siječnja   |    | 29. siječnja | 29. siječnja |              |
|  | Norveška       | 33             |    | Egipat       | 36           |              |
|  | Mađarska       | 25             |    |              | Mađarska     | 35           |

### Četvrtfinale
| 25. siječnja 2023. 18:00 | Danska   | 40:23     | Mađarska      | Tele2 Arena, Stockholm Gledatelji: 11.338 Suci: Brunner, Salah |
| 25. siječnja 2023. 18:00 | Gidsel 9 | (21:12)   | Bodó, Lékai 6 | Tele2 Arena, Stockholm Gledatelji: 11.338 Suci: Brunner, Salah |
| 25. siječnja 2023. 18:00 | 3×       | Izvještaj | 4×            | Tele2 Arena, Stockholm Gledatelji: 11.338 Suci: Brunner, Salah |

| 25. siječnja 2023. 18:00 | Norveška                 | 34:35 (PR) | Španjolska        | Ergo Arena, Gdanjsk Gledatelji: 5489 Suci: Lah, Sok |
| 25. siječnja 2023. 18:00 | Bjørnsen 9               | (13:12)    | Fernández Pérez 8 | Ergo Arena, Gdanjsk Gledatelji: 5489 Suci: Lah, Sok |
| 25. siječnja 2023. 18:00 | 6×                       | Izvještaj  | 3× 1×             | Ergo Arena, Gdanjsk Gledatelji: 5489 Suci: Lah, Sok |
| 25. siječnja 2023. 18:00 | Kr.: 25:25 Pr.: 4:4, 5:6 |            |                   | Ergo Arena, Gdanjsk Gledatelji: 5489 Suci: Lah, Sok |

| 25. siječnja 2023. 20:30 | Švedska  | 26:22     | Egipat            | Tele2 Arena, Stockholm Gledatelji: 16.215 Suci: García, Marín |
| 25. siječnja 2023. 20:30 | Ekberg 6 | (14:9)    | Kaddah, Mahmoud 5 | Tele2 Arena, Stockholm Gledatelji: 16.215 Suci: García, Marín |
| 25. siječnja 2023. 20:30 | 4×       | Izvještaj | 1×                | Tele2 Arena, Stockholm Gledatelji: 16.215 Suci: García, Marín |

| 25. siječnja 2023. 20:30 | Francuska          | 35:28     | Njemačka | Ergo Arena, Gdanjsk Gledatelji: 526 Suci: Hansen, Madsen |
| 25. siječnja 2023. 20:30 | Fabregas, Remili 5 | (16:16)   | Golla 6  | Ergo Arena, Gdanjsk Gledatelji: 526 Suci: Hansen, Madsen |
| 25. siječnja 2023. 20:30 | 3×                 | Izvještaj | 1×       | Ergo Arena, Gdanjsk Gledatelji: 526 Suci: Hansen, Madsen |

### 5. – 8. mjesta
| 27. siječnja 2023. 15:30 | Njemačka            | 35:34 (PR) | Egipat              | Tele2 Arena, Stockholm Gledatelji: 3604 Suci: Načevski, Nikolov |
| 27. siječnja 2023. 15:30 | Knorr 7             | (17:14)    | Y. El-Deraa, Zein 7 | Tele2 Arena, Stockholm Gledatelji: 3604 Suci: Načevski, Nikolov |
| 27. siječnja 2023. 15:30 | 4× 1×               | Izvještaj  | 1×                  | Tele2 Arena, Stockholm Gledatelji: 3604 Suci: Načevski, Nikolov |
| 27. siječnja 2023. 15:30 | Kr.: 30:30 Pr.: 5:4 |            |                     | Tele2 Arena, Stockholm Gledatelji: 3604 Suci: Načevski, Nikolov |

| 27. siječnja 2023. 18:00 | Norveška  | 33:25     | Mađarska | Tele2 Arena, Stockholm Gledatelji: 9081 Suci: C. Bonaventura, J. Bonaventura |
| 27. siječnja 2023. 18:00 | Sagosen 7 | (16:13)   | Lékai 6  | Tele2 Arena, Stockholm Gledatelji: 9081 Suci: C. Bonaventura, J. Bonaventura |
| 27. siječnja 2023. 18:00 | 2×        | Izvještaj | 2× 1×    | Tele2 Arena, Stockholm Gledatelji: 9081 Suci: C. Bonaventura, J. Bonaventura |

### Polufinale
| 27. siječnja 2023. 18:00 | Španjolska      | 23:26     | Danska    | Ergo Arena, Gdanjsk Gledatelji: 6567 Suci: Schulze, Tönnies |
| 27. siječnja 2023. 18:00 | A. Dujshebaev 5 | (10:15)   | Pytlick 6 | Ergo Arena, Gdanjsk Gledatelji: 6567 Suci: Schulze, Tönnies |
| 27. siječnja 2023. 18:00 | 3× 1×           | Izvještaj | 3×        | Ergo Arena, Gdanjsk Gledatelji: 6567 Suci: Schulze, Tönnies |

| 27. siječnja 2023. 21:00 | Francuska  | 31:26     | Švedska     | Tele2 Arena, Stockholm Gledatelji: 19.128 Suci: Horáček, Novotný |
| 27. siječnja 2023. 21:00 | Fabregas 6 | (16:12)   | Johansson 5 | Tele2 Arena, Stockholm Gledatelji: 19.128 Suci: Horáček, Novotný |
| 27. siječnja 2023. 21:00 | 3× 1×      | Izvještaj | 2×          | Tele2 Arena, Stockholm Gledatelji: 19.128 Suci: Horáček, Novotný |

### 7. mjesto
| 29. siječnja 2023. 15:30 | Egipat                   | 36:35 (PR) | Mađarska      | Tele2 Arena, Stockholm Gledatelji: 8960 Suci: Kurtagic, Wetterwik |
| 29. siječnja 2023. 15:30 | Zein 12                  | (17:11)    | Bodó, Lékai 7 | Tele2 Arena, Stockholm Gledatelji: 8960 Suci: Kurtagic, Wetterwik |
| 29. siječnja 2023. 15:30 | 3× 1×                    | Izvještaj  | 6× 2×         | Tele2 Arena, Stockholm Gledatelji: 8960 Suci: Kurtagic, Wetterwik |
| 29. siječnja 2023. 15:30 | Kr.: 28:28 Pr.: 3:3, 5:4 |            |               | Tele2 Arena, Stockholm Gledatelji: 8960 Suci: Kurtagic, Wetterwik |

### 5. mjesto
| 29. siječnja 2023. 13:00 | Njemačka     | 28:24     | Norveška   | Tele2 Arena, Stockholm Gledatelji: 6260 Suci: García, Marín |
| 29. siječnja 2023. 13:00 | tri igrača 5 | (16:13)   | Gullerud 6 | Tele2 Arena, Stockholm Gledatelji: 6260 Suci: García, Marín |
| 29. siječnja 2023. 13:00 | 4×           | Izvještaj | 2× 1×      | Tele2 Arena, Stockholm Gledatelji: 6260 Suci: García, Marín |

### 3. mjesto
| 29. siječnja 2023. 18:00 | Švedska | 36:39     | Španjolska | Tele2 Arena, Stockholm Gledatelji: 22.650 Suci: C. Bonaventura, J. Bonaventura |
| 29. siječnja 2023. 18:00 | Wanne 9 | (22:18)   | Figueras 9 | Tele2 Arena, Stockholm Gledatelji: 22.650 Suci: C. Bonaventura, J. Bonaventura |
| 29. siječnja 2023. 18:00 | 3× 2×   | Izvještaj | 5× 1×      | Tele2 Arena, Stockholm Gledatelji: 22.650 Suci: C. Bonaventura, J. Bonaventura |

### Finale
| 29. siječnja 2023. 21:00 | Danska   | 34:29     | Francuska | Tele2 Arena, Stockholm Gledatelji: 23.050 Suci: Načevski, Nikolov |
| 29. siječnja 2023. 21:00 | Lauge 10 | (16:15)   | Remili 6  | Tele2 Arena, Stockholm Gledatelji: 23.050 Suci: Načevski, Nikolov |
| 29. siječnja 2023. 21:00 | 4× 1×    | Izvještaj | 3×        | Tele2 Arena, Stockholm Gledatelji: 23.050 Suci: Načevski, Nikolov |

## Konačni poredak
| #   | Momčad                |
| --- | --------------------- |
| 1.  | Danska                |
| 2.  | Francuska             |
| 3.  | Španjolska            |
| 4.  | Švedska               |
| 5.  | Njemačka              |
| 6.  | Norveška              |
| 7.  | Egipat                |
| 8.  | Mađarska              |
| 9.  | Hrvatska              |
| 10. | Slovenija             |
| 11. | Srbija                |
| 12. | Island                |
| 13. | Portugal              |
| 14. | Nizozemska            |
| 15. | Poljska               |
| 16. | Bahrein               |
| 17. | Brazil                |
| 18. | Crna Gora             |
| 19. | Argentina             |
| 20. | SAD                   |
| 21. | Belgija               |
| 22. | Katar                 |
| 23. | Zelenortska Republika |
| 24. | Iran                  |
| 25. | Tunis                 |
| 26. | Čile                  |
| 27. | Sjeverna Makedonija   |
| 28. | Južna Koreja          |
| 29. | Saudijska Arabija     |
| 30. | Maroko                |
| 31. | Alžir                 |
| 32. | Urugvaj               |

## Suci
Sudački parovi su odabrani 16. studenog 2022.
|  | Suci                                |
|  | ----------------------------------- |
|  | Youcef Belkhiri Sid Ali Hamidi      |
|  | Julián López Grillo Sebastián Lenci |
|  | María Paolantoni Mariana García     |
|  | Amar Konjičanin Dino Konjičanin     |
|  | Ivan Pavićević Miloš Ražnatović     |

|  | Suci                                    |
|  | --------------------------------------- |
|  | Václav Horáček Jiří Novotný             |
|  | Mads Hansen Jesper Madsen               |
|  | Alaa Emam Hossam Hedaia                 |
|  | Charlotte Bonaventura Julie Bonaventura |
|  | Karim Gasmi Raouf Gasmi                 |

|  | Suci                             |
|  | -------------------------------- |
|  | Matija Gubica Boris Milošević    |
|  | Koo Bon-ok Lee Se-ok             |
|  | Mindaugas Gatelis Vaidas Mažeika |
|  | Ádám Bíró Olivér Kiss            |
|  | Đorđi Načevski Slave Nikolov     |

|  | Suci                          |
|  | ----------------------------- |
|  | Robert Schulze Tobias Tönnies |
|  | Maike Merz Tanja Kuttler      |
|  | Håvard Kleven Lars Jørum      |
|  | Duarte Santos Ricardo Fonseca |
|  | Bojan Lah David Sok           |

|  | Suci                             |
|  | -------------------------------- |
|  | Marko Sekulić Vladimir Jovandić  |
|  | Ignacio García Andreu Marín      |
|  | Mirza Kurtagic Mattias Wetterwik |
|  | Arthur Brunner Morad Salah       |
|  | Kürşad Erdoğan Ibrahim Özdeniz   |